# Du Bois (Automarke)
Du Bois war ein britischer Hersteller von Automobilen.

## Unternehmensgeschichte
Das Unternehmen begann 1903 mit der Produktion von Automobilen. Der Markenname lautete Du Bois. Im gleichen Jahr endete die Produktion.

## Fahrzeuge
Im Angebot standen zwei Modelle. Eines war ein Dampfwagen. Der Dampfmotor leistete 10 PS. In der Werbung wurde das Fahrzeug als ... das attraktivste Dampfautomobil auf dem Markt angepriesen.
Daneben gab es ein Modell mit einem Ottomotor. Der Motor leistete 11 PS.